# Borken (Hessen)
Borken (Hessen) è una città tedesca di 12 555 abitanti situata nel land dell'Assia.